# Offene Universität Sukhothai Thammathirat

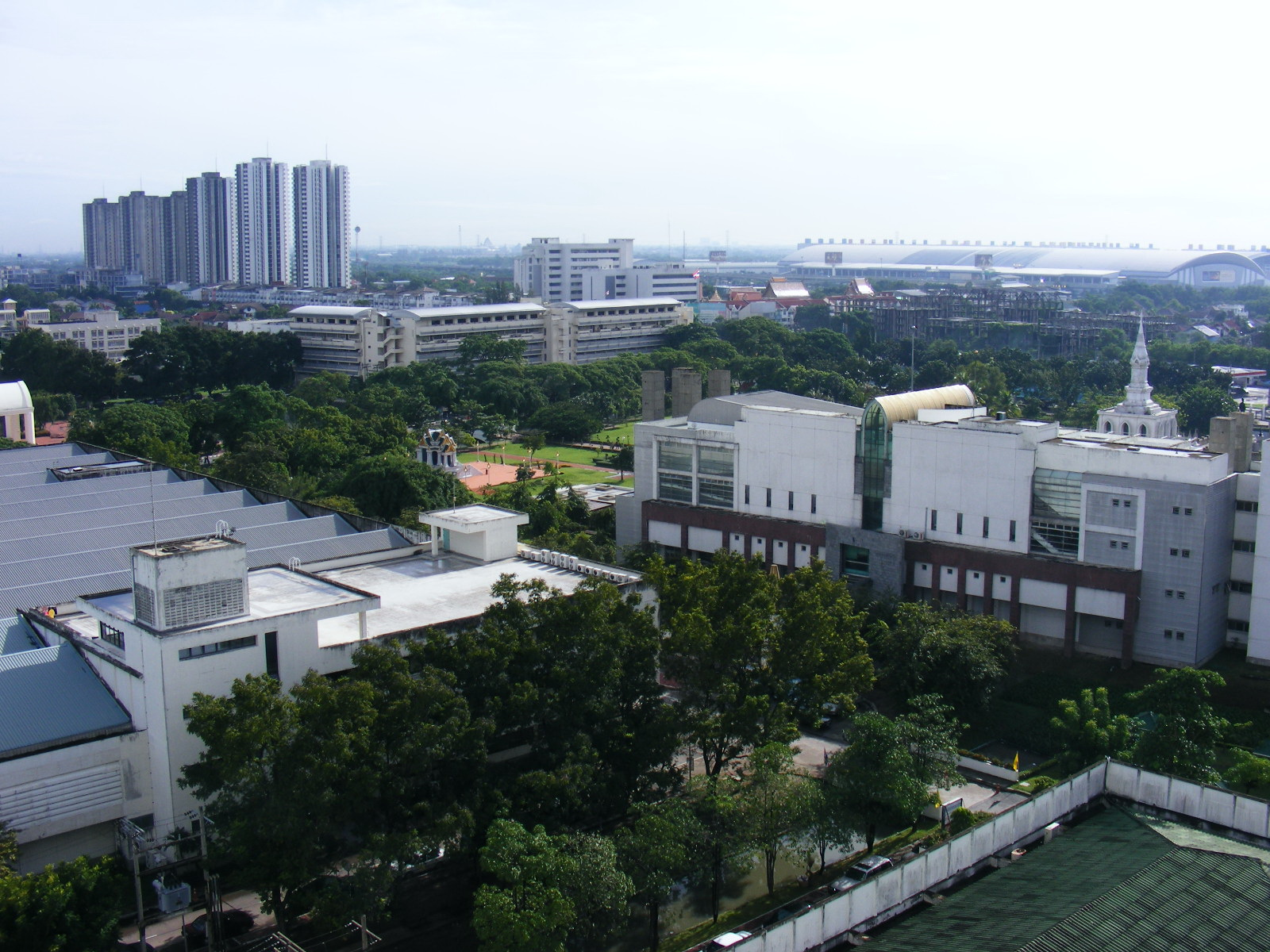
Blick über das Universitäts-Gelände (im Hintergrund die Hochhäuser von Muang Thong Thani)

Die Offene Universität Sukhothai Thammathirat (thailändisch มหาวิทยาลัยสุโขทัยธรรมาธิราช, engl.: Sukhothai Thammathirat Open University, kurz: STOU) ist eine der beiden zulassungsfreien Universitäten von Thailand. Ihr Hauptsitz befindet sich in Pak Kret (Provinz Nonthaburi).

## Geschichte
Die Offene Universität Sukhothai Thammathirat wurde am 5. September 1978 ins Leben gerufen. Seitdem finden am 5. September jeden Jahres Veranstaltungen statt, um die Gründung zu feiern. Die Universität war die erste Offene Universität in Südostasien, die über ein Teleunterrichtssystem verfügte.
Der Name der Universität geht auf König Prajadhipok (Rama VII.) zurück, der vor seiner Thronbesteigung den Titel „Prinz Sukhothai Thammathirat“ trug und wurde von König Bhumibol Adulyadej verliehen.
Die Farben der Universität sind grün und gold. Grün steht dabei für die traditionelle Farbe des Mittwoch, an dem König Prajadhipok(Rama VII.) geboren wurde, die Goldfarbe ist die Farbe für eine erfolgreiche Zukunft. Der Universitätsbaum ist der Indische Korallenbaum Erythrina variegata.

## Organisation und Ziele
STOU hat im Jahr 2004 insgesamt 172.984 Studenten.
Die Offene Universität Sukhothai Thammathirat hat zum Ziel, das Prinzip des lebenslangen Lernens für viele Bevölkerungsgruppenverfügbar zu machen sowie die Lebensqualität der Menschen durch verstärkte Ausbildungsmöglichkeiten zu erhöhen. Hierzu bietet die Universität Fernstudienangebote an, was Korrespondenz, Radiosendungen, Fernsehen und andere Mittel einschließt, den Studenten Studienmöglichkeiten zu erschließen, ohne dass sie stets einen Klassenraum aufsuchen müssen.
Präsident der Universität ist Chailerd Pichitpornchai.

## Campus

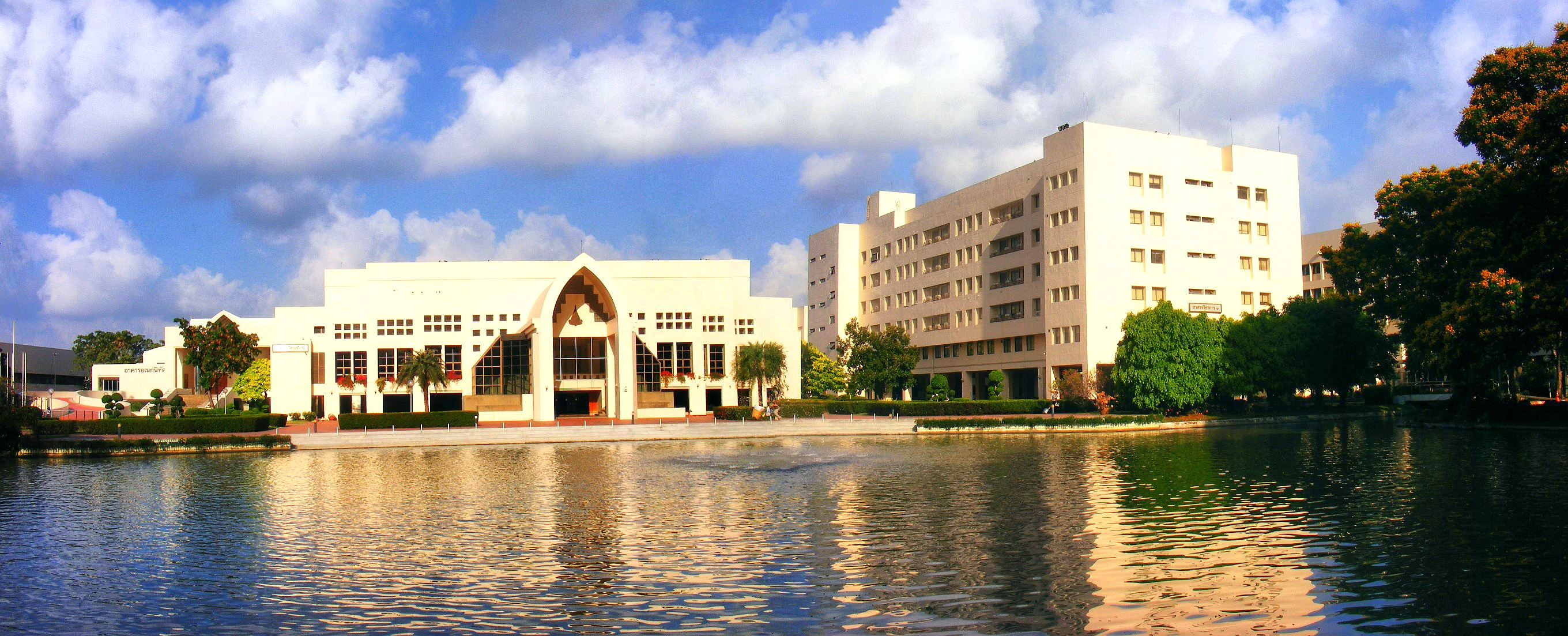
Teich vor Universitätsgebäuden

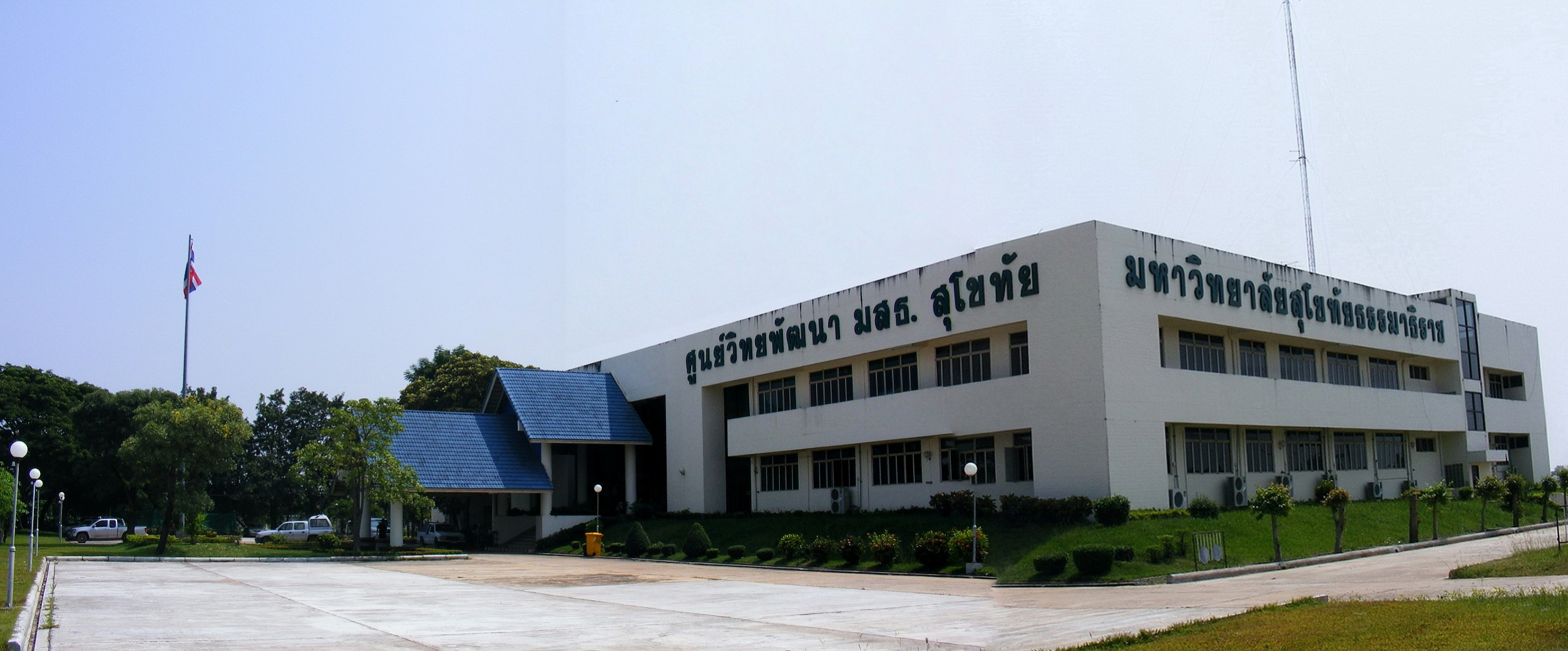
STOU-Regionalzentrum Sukhothai

Sukhothai Thammathirat Open University Hauptcampus Nonthaburi
Regionale Fernunterrichtszentren der STOU
- STOU Lampang
- STOU Sukhothai
- STOU Nakhon Sawan
- STOU Udon Thani
- STOU Ubon Ratchathani
- STOU Nakhon Nayok
- STOU Phetchaburi
- STOU Chanthaburi
- STOU Nakhon Si Thammarat
- STOU Yala

## Fakultäten
Die Offene Universität Sukhothai Thammathirat verfügt über elf Fakultäten, hier als Schulen bezeichnet:
- Schule für Wissenschaft und Technologie
- Schule für Geisteswissenschaft
- Schule für Pädagogik
- Schule für Management
- Schule für Rechtswissenschaft
- Schule für Gesundheitswesen
- Schule für Hauswirtschaft
- Schule für Politikwissenschaft
- Schule für Landwirtschaft und Kooperative
- Schule für Kommunikationswissenschaft
- Schule für Krankenpflege
- Schule für Ingenieurwissenschaft